# Neverball
Neverball är ett plattformsspel i 3D-miljö och liknar Super Monkey Ball. För närvarande är det tillgängligt för Windows 2000/XP, Mac OS, GNU/Linux, FreeBSD och Sega Dreamcast. Neverball är GNU GPL-licenserat och därmed fri programvara. 
Neverball finns att ladda hem gratis via dess officiella webbplats.

## Spelet
Neverball går ut på att spelaren ska med hjälp av tyngdkraften förflytta en boll genom att luta på spelvärlden. Spelaren har ingen direkt kontroll över bollen. Musen, tangentbordet eller spelkontrollen lutar på banan för att hjälpa till att guida bollen till ett mål via en väg av hinder och med begränsad tid. På vägen möter spelaren rörliga plattformar och diverse objekt, vilket gör banorna svårare och svårare. För att låsa upp målet på varje bana måste spelaren samla ett visst antal mynt. Mynten finns i olika färger: gul, röd och blå. Röda mynt är värda 5 gula och blåa mynt är värda 10 gula. 100 stycken mynt ger ett extraliv.
Den nuvarande utgåvan (v1.4.0) innehåller 3 banmiljöer och varje banmiljö innehåller 25 banor. Den första banmiljön är "Easy" för nybörjare, de andra två är för mer erfarna spelare. Det finns också valbara banmiljöer vilka är tillgängliga via Neverforum för nedladdning.
Andra finesser Neverball erbjuder är till exempel utmaningar så som: samla så många mynt som möjligt innan tiden rinner ut, eller helt enkelt ta reda på hur fort spelaren kan klara av en bana. En lista över toppoäng för svårighetsgraderna Easy (lätt), Medium (medel) och Hard (svårt) är tillgänglig för varje bana respektive alla banor.
Tre olika kameravinklar finns att tillgå genom att trycka på en viss knapp. Vid nedtryckning av F1-knappen byter kameran till Chase Camera som roterar för att följa bollen nära och kvickt. Trycks F2-knappen ned byter kameran till Lazy Camera, vilket är den samma som Chase Camera, men med skillnaden att den agerar långsammare. Om knappen F3 trycks ned byter kameran till Manual Camera. När denna kameravinkel används roterar kameran, dock bara då spelaren trycker ned vissa specifika knappar (standardposition är vänster/höger musknappar).
Neverball erbjuder ett system som tillåter spelaren att spela in sina spelupplevelser oavsett vilken bana som spelas och sedan se den i repris. Inspelningen startar automatiskt när banan börjar. Repriserna kan sparas när banan är klarad eller när bollen faller av banan. För tillfället kan upp till 64 repriser sparas.
Med hjälp av programmet GtkRadiant går det att skapa banor för Neverball. GtkRadiant har för närvarande versioner för Windows, Mac OS X och GNU/linux.
Neverball har relativt sett höga systemkrav om det ska flyta på smidigt. Det är dock möjligt att sänka skärmupplösningen, grafikinställningarna samt ljudkomprimering för att få spelet att köra snabbare på sämre system. En processor på minst 1000 MHz och ett bra grafikkort är rekommenderat för att spelet ska flyta på snabbt.

## Neverputt
Neverball tillhandahåller ett valbart bangolfspel vid namn Neverputt, som använder sig av samma fysik som Neverball. Den nuvarande utgåvan av Neverball (1.4.0) har emellertid tagit bort möjligheten att spela Neverputt-banor inuti Neverball.